# خيسوس أرماندو سانشيز
خيسوس أرماندو سانشيز (بالإسبانية: Jesús Armando Sánchez)‏ (7 مارس 1984 بمدينة مكسيكو في المكسيك - ) هو لاعب كرة قدم مكسيكي في مركز الدفاع. لعب مع نادي أمريكا ونادي جامعة غوادالاخارا وتيبورونيس روخوس دي فيراكروز وريبوسيروس دي لا بيداد ‏.

## وصلات خارجية
- خيسوس أرماندو سانشيز على موقع قاعدة بيانات كرة القدم.إي يو (الإنجليزية)
- خيسوس أرماندو سانشيز على موقع Soccerway.com (الإنجليزية)
- خيسوس أرماندو سانشيز على موقع AS.com (الإسبانية)